# 高尾ハイヤー
高尾ハイヤー株式会社（たかおハイヤー）は、秋田県秋田市に本社を置くタクシー・バス事業者である。
一般社団法人日本バス協会の会員にはなっていない。

## 沿革
- 1961年7月 - 設立。
- 2009年10月1日 - 秋田市マイタウン・バス南部線の受託運行開始。乗合バス事業に参入。
- 2012年4月1日 - 新屋タクシー・和田タクシーを吸収合併。創業者の工藤憲三が代表権のある会長となり、社長には当社と吸収した2社の専務であった長男の康憲が就任。
- 2016年8月19日 - 創業者の工藤憲三代表取締役会長が79歳で逝去。

## 本社・営業所
- 本社・配車センター・乗合バス受付

〒010-1421 秋田市仁井田本町一丁目1-8
- 和田営業所

〒019-2625 秋田市河辺北野田高野字黒沼下堤下46-9

## コミュニティバス
秋田市マイタウン・バス南部線を運行受託している。